# Periode 1-grundstof
Et periode 1-grundstof er et grundstof, der i det periodiske system er placeret i øverste række (periode). Fælles for disse grundstoffer er, at atomerne har netop én elektronskal.
Periode 1 omfatter de to grundstoffer med de laveste atomnumre, 1 og 2, nemlig brint og helium.
| Kemi | Spire Denne artikel om kemi er en spire som bør udbygges. Du er velkommen til at hjælpe Wikipedia ved at udvide den. |